# Rivière du Calumet Est
Pour les articles homonymes, voir Calumet (homonymie).
La rivière du Calumet Est est un affluent de la rive est de la rivière du Calumet, coulant du côté nord de la rivière des Outaouais, entièrement dans la municipalité régionale de comté (MRC) d’Argenteuil, dans la région administrative des Laurentides, au Québec, au Canada.
Le cours de la rivière du Calumet Est descend vers le sud-ouest entièrement en zone forestière, sauf le dernier segment de 0,6 km près de sa confluence. Ce cours d’eau se déverse sur la rive est due la rivière du Calumet, laquelle se déverse dans la Baie de Calumet dans la rivière des Outaouais ; cette dernière est un affluent de la rive nord du fleuve Saint-Laurent.
La surface de la rivière du Calumet Est est généralement gelée de la mi-décembre jusqu’en fin mars. Historiquement, la foresterie et l’agriculture ont été les activités dominantes de ce bassin versant.

## Géographie
La rivière du Calumet Est prend sa source en zone forestière, à l’embouchure du lac Monaco (longueur : 0,5 km ; altitude : 273 m) située à 11 km au nord-est de la confluence de la rivière du Calumet Est, à 9,5 km à l'ouest du centre du village de Brownsburg-Chatham et à 9,5 km au nord du centre du village de Grenville-sur-la-Rouge.
À partir de l’embouchure du lac de tête, la rivière du Calumet Est coule sur 12,8 km, selon les segments suivants :
- 3,5 km vers le sud, en formant une courbe vers l’est, jusqu’au pont du chemin Rawcliffe. Note : la partie inférieure de ce segment longe le côté nord du chemin Edina ;
- 4,3 km vers le sud-ouest en coupant le chemin de la 6e concession Ouest et le chemin Scotch, jusqu’à la rive est du lac McGillivray ;
- 0,4 km en traversant le lac McGillivray (longueur : 0,6 km ; altitude : 183 m), jusqu’à son embouchure ;
- 4,6 km vers le sud-ouest en coupant le chemin de la concession Boyd et le chemin Whinfield, jusqu’à la confluence de la rivière[1].

La rivière du Calumet Est se déverse dans Grenville-sur-la-Rouge sur la rive est de la rivière du Calumet. Cette confluence est située du côté nord de l’autoroute 50.
La confluence de la « rivière du Calumet Est » est située à :
- 2,6 km au nord-est de la confluence de la rivière du Calumet ;
- 2,3 km au nord de la rive de la rivière des Outaouais ;
- 4,6 km au nord-ouest du centre du village de Grenville-sur-la-Rouge.

## Toponymie
Le toponyme rivière du Calumet Est a été officialisé le 5 décembre 1968 à la Commission de toponymie du Québec.